# Церковь Аугсбургского исповедания Эльзаса и Лотарингии
Церковь Аугсбургского исповедания Эльзаса и Лотарингии — лютеранская церковь во Франции. Данная церковь объединяет 208 общин, в которых состоят 210 тыс. христиан. Языком богослужений является немецкий язык. Своеобразие эльзасских лютеран имеет исторические корни, поскольку во времена Реформации Эльзас являлся частью немецкой Священной Римской империи. По результатам Тридцатилетней войны регион стал французским, но в последующие времена он временами отходил к Германии (1870-1918 и 1940-1944) . В 1524 году в Эльзасе возобладало лютеранство, активным проповедником которого был Мартин Буцер. Однако под воздействием кальвинизма было принято Тетраполитанское исповедание. Известным эльзасским лютеранином был Альберт Швейцер.